# Theodor Lang
Plk. Theodor Lang (5. října 1887 Moravský Krumlov – 28. května 1945 Libeň) byl československý důstojník, odbojář a oběť nacismu.

## Život

### Před první světovou válkou
Theodor Lang se narodil 5. října 1887 v Moravském Krumlově v rodině bankovního úředníka a pozdějšího ředitele banky v Hrotovicích Viktora Langa a Aloisie, rozené Škodové. Mezi lety 1899 a 1903 studoval na nižším gymnáziu v Třebíči, poté do roku 1908 na kadetní škole ve Vídni. Po dokončení studií byl odveden do c. a k. armády. Do roku 1910 sloužil u mysliveckého praporu v Tarvisiu, poté u zeměbraneckého pluku v Plzni. Dosáhl hodnosti nadporučíka.

### První světová válka
Do bojů první světové války nastoupil Theodor Lang již 1. srpna 1914 a na jejích frontách působil s krátkými přerušeními po celou její dobu. Postupně se vypracoval až do funkce pobočníka velitele brigády.

### Mezi světovými válkami
Theodor Lang se ke službě k nově vzniklé Československé armádě přihlásil již v den vzniku republiky 28. října 1918 v Rumburku u pěšího pluku 18, u kterého pak sloužil i po jeho přemístění do Plzně a to kromě období mezi červnem 1919 a prosincem 1912, kdy působil u jeho druhého praporu dislokovaného ve Fiľakovu. Mezi lety 1924 a 1926 studoval na Válečné škole v Praze, po jejím absolvování byl zařazen do skupiny důstojníků generálního štábu. Do roku 1930 působil na velitelství druhé divize v Plzni, poté do roku 1935 jako náčelník štábu 1. jezdecké brigády v Praze. Od září 1935 do září 1936 byl velitelem praporu u pěšího pluku 11 v Písku, následně byl přeložen na pozici náčelníka štábu velitelství 12. divize v Užhorodu, kde v hektickém období roku 1938 zastával i funkci náčelníka štábu velitelství Hraniční oblasti 42. K 31. prosinci 1938 se přesunul zpět do Čech a do rozpuštění Československé armády v roce 1939 zastával post důstojníka branné výchovy u velitelství II. sboru v Hradci Králové. Dosáhl hodnosti podplukovníka.

### Druhá světová válka
Ke 30. červnu 1939 přešel Theodor Lang do nově vzniklého Vládního vojska. Působil v Praze na jeho generálním inspektorátu, od roku 1942 na inspektorátu I. Byl povýšen na plukovníka, tato hodnost mu ale nebyl uznána v Československé armádě. Zapojil se do protinacistického odboje, napojen byl zejména na   příslušníky Obrany národa gen. Vojtěcha Lužu a gen. Zdeňka Nováka. Podílel se na organizaci ilegálních složek, ukrývání zbraní a trhavin a zpravodajské činnosti, kdy byly do Londýna odesílány informace o činnosti Vládního vojska v protektorátu i severní Itálii a dislokace německých jednotek. Za svou rozsáhlou činnost byl 6. července 1944 Theodor Lang zatčen gestapem, vězněn na Pankráci, vyslýchán v Petschkově paláci a po skončení výslechů uvězněn v terezínské malé pevnosti. Zde se dožil osvobození, ale ve velmi špatném zdravotním stavu. Byl převezen do nemocnice v Praze-Libni, kde ale dne 28. května 1945 podlehl tyfové nákaze[nepřesný odkaz].

## Posmrtná ocenění
- Theodor Lang byl in memoriam povýšen do hodnosti plukovníka generálního štábu
- Theodoru Langovi byl in memoriam udělen Československý válečný kříž 1939